# Coryphaenoides acrolepis
Coryphaenoides acrolepis är en fiskart som först beskrevs av Bean, 1884.  Coryphaenoides acrolepis ingår i släktet Coryphaenoides och familjen skolästfiskar. Inga underarter finns listade i Catalogue of Life.